# Odontoscion dentex
Odontoscion dentex és una espècie de peix de la família dels esciènids i de l'ordre dels perciformes.

## Morfologia
- Els mascles poden assolir 30 cm de longitud total.[1][2]

## Alimentació
Menja de nit principalment gambes, peixos i llurs larves.

## Depredadors
És depredat per Mycteroperca tigris.

## Hàbitat
És un peix marí, de clima tropical (22°N-25°S, 92°W-36°W) i associat als esculls de corall que viu entre 1-30 m de fondària.

## Distribució geogràfica
Es troba a l'oceà Atlàntic occidental: des de Florida (els Estats Units) i Cuba fins al Brasil. És absent de les Bahames.

## Observacions
És inofensiu per als humans.